# Boeckella erubescens
Boeckella erubescens is een eenoogkreeftjessoort uit de familie van de Centropagidae. De wetenschappelijke naam van de soort is voor het eerst geldig gepubliceerd in 1935 door Brehm.